# Христо Кротев
 Тази статия е за диригента и музиколог.  За военния, началник на Военното училище вижте Христо Кротев (военен).  
Христо Пенев Кротев е български музикант и музиколог, един от водещите съвременни български диригенти, професор в Американския университет в България.

## Биография
Роден е в 1960 година в Габрово. Завършва Музикалната академия в София в класовете по хорово дирижиране на Георги Робев и композиция на Александър Райнов. Установява се в Благоевград, където работи със серия хорове от всички състави в града. Печели много лауреатски звания на международни хорови конкурси и фестивали с ръководените от него хорове в Благоевград. Автор е на вокална хорова и солова музика, музика за пиано и други. Автор е на две монографии, дисертации и над 30 публикации в България и чужбина. Професор е в Американския университет в България, където ръководи и международен фестивал.
На 28 февруари 2020 година е обявен за почетен гражданин на Благоевград. Отличието е предложено по случай 60-годишния му юбилей и високия му принос в развитието на съвременната българска наука, култура и образование.